# Hopalong Cassidy
Hopalong Cassidy ist der Held zahlreicher Filme und Comic-Hefte.
Clarence E. Mulford kreierte die Figur des zunächst raubeinigen und unkultivierten Cowboys Hopalong Cassidy im Jahr 1904 und schrieb insgesamt 28 Erzählungen, in denen Hopalong Cassidy die Hauptfigur war. Ab 1935 erschienen Hopalong Cassidy, verkörpert von William Boyd, und sein Schimmel Topper in insgesamt 66 Filmen, die allerdings nicht alle auf Mulfords Erzählungen basierten. Mulford schrieb unter dem Einfluss der Filme seine frühen Erzählungen über Hopalong Cassidy um, denn Boyd hatte bestimmte Vorstellungen durchgesetzt: Er wollte einen Leinwandhelden verkörpern, der weder rauchte noch trank, keine Affären hatte und korrektes Englisch sprach. Der umgewandelte, salonfähigere Hopalong Cassidy wurde im Anschluss an die Filme auch als Comic-Figur vermarktet.

## Filme, Vermarktung und Fortleben
Die meisten Hopalong-Cassidy-Filme wurden von Paramount Pictures verbreitet. Als der Produzent Harry Sherman die Reihe beenden wollte, stieß er auf den Widerstand der Zuschauer, die die Cassidy-Reihe fortgesetzt sehen wollten. Er wechselte zu United Artists und sagte sich 1944 endgültig von der Hopalong-Cassidy-Reihe los. Daraufhin bemühte sich der Hauptdarsteller Boyd bei Mulford und Sherman um die weiteren Rechte an der Figur. Er sah die Zukunft der Filme als Fernsehserie und wandte sich an NBC. Die ersten Ausstrahlungserfolge bewegten NBC, nicht erst auf die Produktion einer eigens erstellten Fernsehserie zu setzen, sondern zunächst die alten Kinofilme weiterzuverwenden. Später wurden auch jeweils halbstündige Episoden einer speziell fürs Fernsehen geschaffenen Hopalong-Cassidy-Serie produziert. Ab 1949 lief Hopalong Cassidy als Westernserie im Fernsehen.
Boyd verkörperte Hopalong Cassidy, bis er weit über 60 Jahre alt war. Er erhielt pro Woche etwa 15.000 Fanbriefe, war mehrfach auf Welttournee und drehte zeitweise pro Woche eine weitere Folge der TV-Serie. Als er sich endgültig von der Figur des Hopalong Cassidy trennte, konnte er sein Filmteam bei der Produktion der Serie Rauchende Colts unterbringen.
Ab 1950 gab es auch eine Radioversion von Hopalong Cassidy bei ABC. Später wurde die Serie von CBS Radio übernommen, wo sie bis 1952 zu hören war. Ab 1950 wurde Hopalong Cassidy auch als verkaufsförderndes Motiv auf Artikeln wie Frühstücksboxen, Geschirr, Kissen, Seife etc. vermarktet. In dieser Zeit erschien die Figur auf den Titelseiten verbreiteter Presseprodukte wie Look, Life und Time. Bis 1966 wurden außerdem auch 16-mm-Filmversionen der alten Kinofilme verkauft.
Die Figur Hopalong Cassidy taucht auch in Werken von Louis L’Amour und von Susie Coffman auf. Ab 1950 brachten Capitol Records auch eine Serie von Hopalong-Cassidy-„Record-Readers“ heraus.

## Hopalong Cassidy in Museen
Exponate zu Hopalong Cassidy besitzt etwa das Autry National Center. Bis 2007 bestand in der Nähe von Wichita in Kansas ein Hopalong-Cassidy-Museum, das allerdings nach der Insolvenz seines alten Betreibers, Wild West World, veräußert wurde.

## Rezeption
Hopalong Cassidy wird an vielen Stellen des Nachkriegsromans Haus ohne Hüter von Heinrich Böll erwähnt. In dem Lied „It’s Beginning to Look a Lot Like Christmas“ werden Hopalong-Stiefel als Kinderwunsch genannt.